# Wiesław Onysk
Wiesław Onysk (ur. 5 sierpnia 1936 w Kobylniku – ob. część Rytel-Olechn, zm. 13 marca 2018 w Kędzierzynie-Koźlu) – polski technik mechanik, poseł na Sejm PRL V kadencji.

## Życiorys
Uzyskał wykształcenie średnie, z zawodu technik mechanik. Pracował jako mistrz zmianowy w wydziale obróbki skrawaniem w Kozielskiej Fabryce Maszyn „Kofama” w Koźlu-Porcie. Był członkiem Polskiej Zjednoczonej Partii Robotniczej. W 1970 objął mandat posła na Sejm PRL V kadencji, zastępując Martę Malcharek wybraną z okręgu Koźle, która zrzekła się mandatu. W parlamencie zasiadał w Komisji Pracy i Spraw Socjalnych.
Od 1959 był żonaty z Danielą, wraz z którą w 2009 otrzymał Medal za Długoletnie Pożycie Małżeńskie. Pochowany na cmentarzu na Kłodnicy w Kędzierzynie-Koźlu.